# سیارک ۱۳۰۳۹
سیارک ۱۳۰۳۹ (به انگلیسی: 13039 Awashima، نامگذاری:1990FK1) سیزده هزار و سی و نهمین سیارک کشف شده‌است که در ۲۷ مارس ۱۹۹۰ کشف شد.
قدر مطلق سیارک برابر ۴۶.۷ است.